# Дейтон Фікс
Дейтон Дуейн Фікс (англ. Daton Duain Fix; нар. 11 березня 1998, Талса, Оклахома) — американський борець вільного та греко-римського стилів, срібний призер чемпіонату світу, чемпіон Панамериканського чемпіонату, чемпіон Панамериканських ігор у змаганнях з вільної боротьби.

## Життєпис
Боротьбою почав займатися з 2007 року.
По два рази ставав панамериканським чемпіоном як у вільній, так і у греко-римській боротьбі серед кадетів. Бронзовий призер чемпіонатів світу серед кадетів з вільної боротьби. Срібний призер літніх юнацьких Олімпійських ігор у вільній боротьбі. Чемпіон та дворазовий бронзовий призер чемпіонатів світу серед юніорів з вільної боротьби.
Виступав за спортивний клуб Team BIG. Тренер — Зак Еспозіто, Дерек Фікс (з 2014).

## Спортивні результати на міжнародних змаганнях

### Виступи на Чемпіонатах світу
| Змагання                        | Збірна | Вагова категорія          | Місце  |
| ------------------------------- | ------ | ------------------------- | ------ |
| Чемпіонат світу з боротьби 2019 | США    | вільна боротьба, до 57 кг | 12     |
| Чемпіонат світу з боротьби 2021 | США    | вільна боротьба, до 61 кг | Срібло |

### Виступи на Панамериканських чемпіонатах
| Змагання                                   | Збірна | Вагова категорія          | Місце  |
| ------------------------------------------ | ------ | ------------------------- | ------ |
| Панамериканський чемпіонат з боротьби 2022 | США    | вільна боротьба, до 61 кг | Золото |

### Виступи на Панамериканських іграх
| Змагання                  | Збірна | Вагова категорія          | Місце  |
| ------------------------- | ------ | ------------------------- | ------ |
| Панамериканські ігри 2019 | США    | вільна боротьба, до 57 кг | Золото |

### Виступи на інших змаганнях
| Змагання                       | Збірна | Вагова категорія                  | Місце  |
| ------------------------------ | ------ | --------------------------------- | ------ |
| Beat the Streets 2016          | США    | Multiple Style Event, до JLL55 кг | Золото |
| Меморіал Маттео Пелліконе 2020 | США    | вільна боротьба, до 57 кг         | 5      |

### Виступи на змаганнях молодших вікових груп
| Змагання                                                 | Збірна | Вагова категорія                 | Місце  |
| -------------------------------------------------------- | ------ | -------------------------------- | ------ |
| Панамериканський чемпіонат з боротьби серед кадетів 2013 | США    | вільна боротьба, до 50 кг        | Золото |
| Панамериканський чемпіонат з боротьби серед кадетів 2013 | США    | греко-римська боротьба, до 50 кг | Золото |
| Панамериканський чемпіонат з боротьби серед кадетів 2014 | США    | греко-римська боротьба, до 54 кг | Золото |
| Панамериканський чемпіонат з боротьби серед кадетів 2014 | США    | вільна боротьба, до 54 кг        | Золото |
| Чемпіонат світу з боротьби серед кадетів 2014            | США    | вільна боротьба, до 54 кг        | 10     |
| Літні юнацькі Олімпійські ігри 2014                      | США    | вільна боротьба, до 54 кг        | Срібло |
| Чемпіонат світу з боротьби серед кадетів 2015            | США    | вільна боротьба, до 54 кг        | Бронза |
| Чемпіонат світу з боротьби серед юніорів 2016            | США    | вільна боротьба, до 55 кг        | Бронза |
| Чемпіонат світу з боротьби серед юніорів 2017            | США    | вільна боротьба, до 55 кг        | Золото |
| Чемпіонат світу з боротьби серед юніорів 2018            | США    | вільна боротьба, до 57 кг        | Бронза |
| Чемпіонат світу з боротьби серед молоді 2017             | США    | вільна боротьба, до 57 кг        | 19     |